# رئاسة أندرو جونسون
استلم أندرو جونسون منصب رئيس الولايات المتحدة الأمريكية في 15 أبريل عام 1865، وذلك بعد اغتيال الرئيس أبراهام لينكولن، وانتهت ولايته يوم الرابع من مارس عام 1869. كان نائب رئيس الولايات المتحدة لمدة 42 يومًا فقط عندما قبل أن يستلم الرئاسة. كان جونسون، الرئيس السابع عشر للولايات المتحدة، عضوًا في الحزب الديمقراطي قبل الحرب الأهلية وكان نائب لينكولن في سباق الرئاسة لعام 1864 على قائمة الاتحاد الوطني، التي حظيت بدعم الجمهوريين والديمقراطيين. تولى جونسون منصبه مع انتهاء الحرب الأهلية، فرضت تداعيات الحرب هيمنتها على رئاسته. بصفته رئيسًا للبلاد، حاول جونسون بناء حزب خاص به يتألف من الجنوبيين والشماليين المحافظين، ولكنه لم يتمكن من توحيد أنصاره في حزب جديد. خلفه الجمهوري يوليسيس جرانت رئيسًا للبلاد.
جونسون، الذي كان من تينسي، أراد الإسراع في إعادة الولايات المنفصلة إلى الاتحاد. نفذ هيئته الخاصة لإعادة الإعمار الرئاسية، والتي كانت عبارة عن مجموعة من التصريحات التي أوعزت الولايات الخارجة من الاتحاد إلى عقد الاتفاقيات والانتخابات من أجل إعادة تشكيل حكوماتها المدنية. لم يوفر برنامجه الحماية للعبيد السابقين، ودخل في صراع مع الكونغرس الذي يهيمن عليه الجمهوريون. عندما عادت الولايات الجنوبية، أقر العديد من قادتها «قوانين السود» التي عملت على حرمان المحررين من العديد من الحريات المدنية. رفض الجمهوريون في الكونجرس تعيين مشرعين من تلك الولايات وأنشؤوا مناطق عسكرية في مختلف أنحاء الجنوب. اعترض جونسون على مشاريع القوانين التي تقدمت بها تلك الولايات، ولكن جمهوريي الكونغرس تجاهلوه، راسمين نمطًا لما تبقى له من فترة رئاسته.
نتيجة لتصرفات جونسون التي خيبت آمال الكونغرس، اقترح الأخير التعديل الرابع عشر على دستور الولايات، وصدق على التعديل في عام 1868. مع اتساع الصراع بين أفرع الحكومة، أقر الكونغرس قانون مدى سلطة المنصب، الذي قيد قدرة جونسون على فصل المسؤوليين الوزاريين. عندما أصر على محاولة إقالة وزير الحرب أدوين ستانتون، تم عزله من قبل من قبل مجلس النواب، ما جعله أول رئيس أمريكي يتم عزله. بالكاد تجنب جونسون الإدانة في مجلس الشيوخ والإقالة من منصبه، لكنه لم يتمتع سوى بالقليل من السلطة في عامه الأخير في منصبه. في مجال السياسة الخارجية، أشرف جونسون على شراء ألاسكا، وشهدت رئاسته نهاية التدخل الفرنسي في المكسيك. بعد سوء علاقته مع الجمهوريين، وفشله في تأسيس حزبه تحت راية الاتحاد الوطني، سعى جونسون إلى الترشح باسم الحزب الديمقراطي لمنصب الرئاسة في عام 1868، لكن المنصب ذهب إلى هوراشيو سايمور بدلًا منه. خسر سايمر أمام يوليسيس جرانت في الانتخابات الرئاسية لعام 1868، وكان ذلك سببًا في سيطرة الجمهوريين الشماليين على إعادة الإعمار.
رغم أنه حظي بتقدير عظيم من قبل مدرسة دونينغ للمؤرخين، إلا أن المؤرخين الأكثر حداثة يصنفون جونسون من بين أسوأ رؤساء الولايات المتحدة بسبب صداماته المتكررة مع الكونغرس، ومعارضته القوية للحقوق المكفولة فدراليًا للأميركيين من أصل أفريقي، وعدم فعاليته كرئيس للولايات المتحدة.

## صعوده إلى الرئاسة
فاز الرئيس أبراهام لينكولن في الانتخابات الرئاسية لعام 1860 عن الحزب الجمهوري، لكنه خاض الانتخابات الرئاسية لعام 1864 تحت راية حزب الاتحاد الوطني، أملا في كسب تأييد ديمقراطيي الحرب. في مؤتمر الحزب الذي عقد في بالتيمور في شهر يونيو، ترشح لينكولن بسهولة، ولكن الحزب أسقط نائب الرئيس هانيبال هاملين من البطاقة الانتخابية لصالح أندرو جونسون، الذي انتسب للحزب الديمقراطي خلال الحرب وشغل منصب الحاكم العسكري لتينسي. بعد فوز مذكرة الاتحاد الوطني بالانتخابات الرئاسية عام 1864، أدى جونسون اليمين الدستورية كنائب للرئيس في الرابع من مارس عام 1865.
في 14 نيسان عام 1865، في الأيام الأخيرة من الحرب الأهلية، أصيب الرئيس لينكولن بطلق ناري مميت على يد جون ويلكس بوث، الموالي للكونفدرالية. كان إطلاق النار على الرئيس جزءًا من مؤامرة لاغتيال لينكولن ونائب الرئيس أندرو جونسون ووزير الخارجية وليام سيوارد في نفس الليلة. نجا سيوارد بالكاد من جروحه بينما تمكن جونسون من الهرب ممن حاول اغتياله، جورج أتزيرودت، الذي كان حينها ثملًا من قتل نائب الرئيس. أيقظ ليونارد جاي. فارويل، الذي كان زميلًا في «كيركوود هاوس»، جونسون بأخبار إطلاق النار على لينكولن على مسرح فورد. هرع جونسون إلى فراش احتضار الرئيس، حيث بقي فترة قصيرة، وانعطف قائلًا «سيذوقون الويل لما فعلوه، سيذوقون الويل لما فعلوه». مات لنكولن في الساعة 7:22 من صباح اليوم التالي؛ أدى جونسون القسم بين الساعة 10 و11 صباحًا مع رئيس المحكمة العليا سلمون بورتلاند تشيس في حضور معظم أعضاء الحكومة. وصفت الصحف سلوك جونسون بأنه «مهيب ورصين». ترأس جونسون مراسم جنازة لينكولن في واشنطن، قبل أن يتم إرسال جثمانه إلى منزله في سبرينغفيلد بولاية إلينوي لدفنه.
بناء على اقتراح من المدعى العام جيمس سبيد، سمح جونسون للجنة عسكرية بمحاكمة المتهمين الباقين على قيد الحياة في اغتيال لنكولن، وانتهت محاكمة استمرت ستة أسابيع بإصدار أحكام بالإعدام بحق أربعة من المتهمين، إلى جانب أحكام أقل بحق الآخرين. أدت أحداث الاغتيال إلى تكهنات، آنذاك وبعد ذلك، بشأن جونسون وما قد يكون المتآمرون قد قصدوه له. أملًا منه عبثًا بالنجاة بحياته بعد القبض عليه، تحدث أتزرودت كثيرًا عن المؤامرة، لكنه لم يقل أي شيء يشير إلى أن اغتيال جونسون المخطط له كان مجرد خدعة. يشير منظرو المؤامرة إلى أن بوث جاء يوم الاغتيال إلى «كيركوود هاوس» وترك إحدى بطاقاته. تسلم مستشار جونسون الخاص، ويليام إيه. براونينغ، الغرض الذي حمل عبارة: «هل أنت في المنزل؟ لا أرغب في إزعاجك. جاي. ويلكس بوث».

## الانتماء الحزبي
تولى جونسون منصبه في وقت شهد تحولًا في التحالفات الحزبية. تنافس حزب اليمين والحزب الديمقراطي السابق على النفوذ داخل الحزب الجمهوري، في حين سعى الديمقراطيون الشماليون الباقون إلى إعادة تعريف حزبهم في أعقاب الحرب الأهلية. حقق انضمام جونسون وجود ديمقراطي جنوبي سابق في مكتب الرئيس في نهاية الحرب الأهلية، وهو ما مثل زخمًا فوريًا لانتخاب أبراهام لينكون، الجمهوري الشمالي، رئيسا للبلاد في عام 1860. استلم جونسون عدة مناصب كديمقارطي قبل الحرب الأهلية، وأصبح واحدا من أبرز الاتحاديين الجنوبيين بعد بداية الحرب. خلال الانتخابات الرئاسية لعام 1864، كانت التذكرة الانتخابية للجمهوريين بمثابة تذكرة للاتحاد الوطني، واختار مؤتمر الاتحاد الوطني جونسون مرشحًا لمنصب نائب الرئيس للحزب، ويرجع ذلك إلى حد كبير إلى مكانة جونسون كمرشح ديمقراطي جنوبي بارز خلال الحرب. لم يعلن نفسه جمهوريًا، إلا أن جونسون بعد تولي منصبه حظي بموافقة واسعة داخل الحزب الجمهوري.
رعان ما تسببت سياسة جونسون لإعادة الإعمار في نفور العديد من أعضاء الحزب الجمهوري، في حين تسببت قرارات الرعاية التي اتخذها جونسون والتحالف مع سيورد في نفور العديد من الديمقراطيين. بدلًا من التحالف مع أي من الأحزاب القائمة، سعى جونسون إلى إنشاء حزب جديد يتألف من العناصر المحافظة لكلا الحزبين. في أغسطس من العام 1866، عقد جونسون محفلًا لمؤيديه في فيلادلفيا. أيد المحفل برنامج جونسون، لكن لم يتمكن من تأسيس تحالف متين. ي نهاية ولايته، سعى جونسون إلى الترشح عن الحزب الديمقراطي في عام 1868، ولكن تحالفه مع لينكولن وقرارات رعايته ربّت له عداوات في ذلك الحزب.

## الإدارة
وعد جونسون عند توليه منصبه بمواصلة سياسات سلفه، وأبقى في بداية الأمر مجلس وزراء لينكولن في مكانه. أصبح وزير الخارجية ويليام سيوارد واحدًا من أكثر الأعضاء نفوذًا في مجلس وزراء جونسون، وسمح جونسون لسيوارد باتباع سياسة خارجية توسعية. عوّل جونسون في وقت مبكر من رئاسته على وزير الحرب إدوين ستانتون لتنفيذ سياساته في إعادة الإعمار، وكان رأيه إيجابيًا أيضًا بوزير البحرية جدعون ويلز ووزير الخزانة هيو مكولوتش. كان تقديره للمدير العام للبريد ويليام دينيسون جونيور والمدعي العام جيمس سبيد ووزير الداخلية جيمس هارلان أقل من المذكورين سابقًا.
استقال هارلان ودينيسون وسبيد في يونيو 1866 بعد انفصال جونسون عن الجمهوريين في الكونغرس. برز بديل سبيد، هنري ستانبيري، بوصفه أحد أبرز أعضاء مجلس وزراء جونسون قبل أن يستقيل للدفاع عن جونسون خلال محاكمة عزله. أوقف جونسون ستانتون عن العمل بعد خلافات تتعلق بإعادة الإعمار واستبدله بجنرال الجيش يوليسيس إس جرانت على أساس مؤقت. بعد الاختلاف مع جرانت، عرض جونسون منصب وزير الحرب على الجنرال ويليام تي شيرمان، الذي رفضه، وعلى لورينزو توماس، الذي قبله. لم يتول توماس منصبه أبدًا؛ وعين جونسون جون سكوفيلد وزيرًا للحرب ليكون حلًا أوسط مع الجمهوريين المعتدلين.

### التعيينات القضائية
عين جونسون تسعة قضاة فيدراليين بموجب المادة الثالثة خلال فترة رئاسته، وجميعهم في محاكم المقاطعات في الولايات المتحدة؛ لم ينجح في تعيين قاض للعمل في المحكمة العليا. رشح في أبريل 1866 هنري ستانبيري للمحكمة العليا لملء الشاغر الذي خلفته وفاة القاضي المساعد جون كاترون، لكن الكونغرس ألغى المقعد بتمرير قانون الدوائر القضائية في 1866. لضمان ألا يتمكن جونسون من إجراء أي تعيينات، نص القانون أيضًا على أن المحكمة ستتقلص بمقدار قاض واحد عندما يغادر القاضي التالي منصبه. عين جونسون صديقه في غرينفيل، صموئيل ميليغان، في محكمة المطالبات الأمريكية، حيث خدم من 1868 حتى وفاته في 1874.